# Mampikony
Mampikony è un comune urbano (kaominina) del Madagascar, situato nella Regione di Sofia.